# Джовані Велч
Джовані Велч (ісп. Jovani Welch, нар. 7 грудня 1999, Панама) — панамський футболіст, півзахисник колумбійського клубу «Мільйонаріос» та національної збірної Панами.

## Клубна кар'єра
У дорослому футболі дебютував 2018 року виступами за команду «Альянса», в якій провів три сезони, взявши участь у 70 матчах чемпіонату. Більшість часу, проведеного у складі панамської «Альянси», був основним гравцем команди.
Протягом 2022 року захищав кольори клубу «Самора» (Баринас).
Своєю грою за останню команду привернув увагу представників тренерського штабу клубу «Академіку» (Візеу), до складу якого приєднався 2023 року.
До складу клубу «Мільйонаріос» приєднався 2024 року. Станом на 6 листопада 2024 року відіграв за команду з Боготи 3 матчі в національному чемпіонаті.

## Виступи за збірні
У 2019 році залучався до складу молодіжної збірної Панами. На молодіжному рівні зіграв у 2 офіційних матчах.
У 2022 році дебютував в офіційних матчах у складі національної збірної Панами.
У складі збірної був учасником розіграшу Золотого кубка КОНКАКАФ 2023 року у США і Канаді, де разом з командою здобув «срібло», розіграшу Кубка Америки 2024 року у США.
| Дата       | Місто             | Господарі  | Результат               | Гості             | Турнір                                             | Голи | Примітки |
| ---------- | ----------------- | ---------- | ----------------------- | ----------------- | -------------------------------------------------- | ---- | -------- |
| 16-1-2022  | Ліма              | Перу       | 1 – 1                   | Панама            | товариський матч                                   | -    | 73'      |
| 10-11-2022 | Абу-Дабі          | Панама     | 1 – 1                   | Саудівська Аравія | товариський матч                                   | -    | 76'      |
| 15-11-2022 | Шарджа (місто)    | Венесуела  | 2 – 2                   | Панама            | товариський матч                                   | -    |          |
| 18-11-2022 | Яунде             | Камерун    | 1 – 1                   | Панама            | товариський матч                                   | -    | 60'      |
| 28-3-2023  | Сан-Хосе          | Коста-Рика | 0 – 1                   | Панама            | Ліга націй КОНКАКАФ 2022-2023 - 1-й етап           | -    | 67'      |
| 10-6-2023  | Пенономе (місто)  | Панама     | 3 – 2                   | Нікарагуа         | товариський матч                                   | -    |          |
| 15-6-2023  | Панама            | Панама     | 0 – 2                   | Канада            | Ліга націй КОНКАКАФ 2022-2023 - півфінал           | -    | 82'      |
| 18-6-2023  | Парадайз          | Панама     | 0 – 1                   | Мексика           | Ліга націй КОНКАКАФ 2022-2023 - матч за 3-тє місце | -    | 90+4'    |
| 30-6-2023  | Гаррісон          | Мартиніка  | 1 – 2                   | Панама            | Кубок КОНКАКАФ 2023 - 1-й етап                     | -    | 82'      |
| 4-7-2023   | Х'юстон           | Панама     | 2 – 2                   | Сальвадор         | Кубок КОНКАКАФ 2023 - 1-й етап                     | -    |          |
| 8-7-2023   | Арлінгтон         | Панама     | 4 – 0                   | Катар             | Кубок КОНКАКАФ 2023 - чвертьфінал                  | -    | 82'      |
| 12-7-2023  | Сан-Дієго         | США        | 1 – 1 д.ч. (4 – 5 п.п.) | Панама            | Кубок КОНКАКАФ 2023 - півфінал                     | -    | 102'     |
| 7-9-2023   | Панама            | Панама     | 3 – 0                   | Мартиніка         | Ліга націй КОНКАКАФ 2023-2024 - 1-й етап           | -    | 56' 81'  |
| 10-9-2023  | Гватемала (місто) | Гватемала  | 1 – 1                   | Панама            | Ліга націй КОНКАКАФ 2023-2024 - 1-й етап           | -    | 72'      |
| 6-6-2024   | Панама            | Панама     | 2 – 0                   | Гаяна             | Відбір до ЧС 2026                                  | -    | 83'      |
| 9-6-2024   | Манагуа           | Монтсеррат | 1 – 3                   | Панама            | Відбір до ЧС 2026                                  | 1    | 46'      |
| 16-6-2024  | Панама            | Панама     | 0 – 1                   | Парагвай          | товариський матч                                   | -    | 65'      |
| 23-6-2024  | Маямі-Гарденс     | Уругвай    | 3 – 1                   | Панама            | Копа Америка 2024 - 1-й етап                       | -    | 65' 68'  |
| 1-7-2024   | Орландо           | Болівія    | 1 – 3                   | Панама            | Копа Америка 2024 - 1-й етап                       | -    | 90'      |
| 6-7-2024   | Глендейл          | Колумбія   | 5 – 0                   | Панама            | Копа Америка 2024 - чвертьфінал                    | -    | 54'      |
| Усього     |                   | Матчів     | 20                      |                   | Голів                                              | 1    |          |